# سكوتر

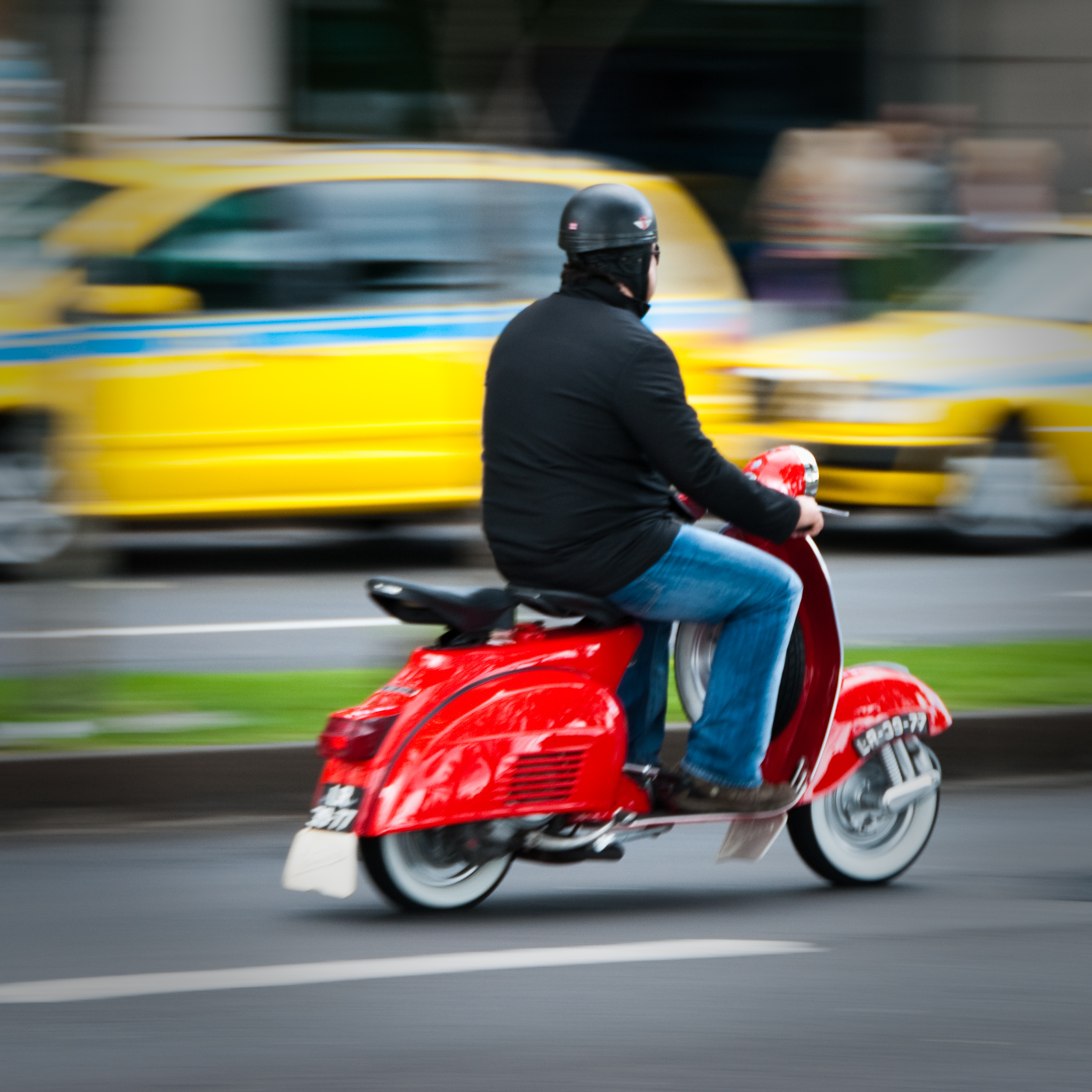
سكوتر.

السْكُوْتَر أو الدُعْرُوْمَة (الجمع: دُعْرُوْمَات) هي دراجة نارية مع إطار داخل الهيكل. وهي قريبة جدًا من ناحية التصميم من الدراجة النارية وبدأ ظهورها في 1914 أو قبل ذلك. ومن ثم بدأت عملية التطوير في أوروبا والولايات المتحدة بين الحربين العالميتين.
حيث أصبح لها شعبية في الحرب العالمية الثانية وسميت بفيسبا وامبريتا. وتهدف هذه الدراجات النارية لتوفير الطاقة المنخفضة وتستخدم للنقل الشخصي (محركات 50-250 سم أو 3،1 حتى 15،3 متر مكعب). لاتزال تستخدم على نطاق واسع على التصميم الأصلي. وقد وضعت ماكسي الدراجات النارية، ومحركات 250-850 سم مكعب (15-52 متر مكعب) في الأسواق الغربية.
الدراجات النارية هي شعبية للنقل الشخصي، ويرجع ذلك جزئيًا إلى كونها رخيصة للشراء، وسهلة التشغيل. وعادة تكون متطلبات الدراجات أسهل وأرخص من السيارات في معظم أنحاء العالم.